# IEEE 802.11n
IEEE 802.11n — версия стандарта 802.11 для сетей Wi-Fi, появившаяся в 2009 году. Получила название Wi-Fi 4. Работает в диапазонах 2,4 и 5 ГГц (устройства, поддерживающие диапазон 5 ГГц, встречаются гораздо реже), позволяет достигать скоростей до 300 Мбит/с при ширине канала 40 МГц на каждую независимую антенну.

## О стандарте
Этот стандарт был утверждён 11 сентября 2009.
Стандарт 802.11n повышает скорость передачи данных в 4-11 раз по сравнению с устройствами стандартов 802.11g (максимальная скорость которых равна 54 Мбит/с) при условии использования в режиме 802.11n с другими устройствами 802.11n. Теоретически 802.11n способен обеспечить скорость передачи данных до 600 Мбит/с брутто, применяя передачу данных сразу по четырём антеннам, однако обычно встречаются решения 802.11n с одной антенной и скоростью до 150 Мбит/с.
Устройства 802.11n могут поддерживать работу в диапазонах 2,4 или 5,0 ГГц.
Кроме того, устройства 802.11n могут работать в трёх режимах:
- наследуемом (Legacy), в котором обеспечивается поддержка устройств 802.11b/g и 802.11a;
- смешанном (Mixed), в котором поддерживаются устройства 802.11b/g, 802.11a и 802.11n;
- «чистом» режиме — 802.11n (именно в этом режиме и можно воспользоваться преимуществами повышенной скорости и увеличенной дальностью передачи данных, обеспечиваемыми стандартом 802.11n).

Черновую версию стандарта 802.11n (DRAFT 2.0) поддерживают многие современные сетевые устройства. Итоговая версия стандарта (DRAFT 11.0), которая была принята 11 сентября 2009 года, обеспечивает скорость до 300 Мбит/с, многоканальный вход/выход, известный как MIMO, и большее покрытие.

## Особенности стандарта

### Реальная скорость передачи данных
Реальная скорость передачи данных всегда меньше канальной скорости. Для Wi-Fi реальная скорость передачи данных обычно отличается более чем в два раза в меньшую сторону.
Кроме того, существует ещё несколько факторов, ограничивающих реальную пропускную способность:
- Канал всегда делится между клиентами;
- Передавая служебный трафик, точка доступа всегда подстраивается под клиента, работающего на минимальной скорости;
- Наличие помех (работающие рядом точки доступа, микроволновые печи, «радионяни», bluetooth-устройства, радиотелефоны);

Стоит отметить, что при работе в стандарте 802.11b или при обеспечении совместимого с ним режима существует всего три непересекающихся канала, то есть, которые не мешают друг другу (обычно это 1-й, 6-й и 11-й). То есть, если у соседа за стеной работает точка доступа на 1-м канале, а у вас дома — на 3-м, то эти точки доступа будут мешать друг другу, тем самым уменьшая скорость передачи данных.

### Два частотных диапазона
По стандарту 802.11n устройства могут использовать диапазоны 2,4 или 5 ГГц, что повышает надёжность связи, уменьшая влияние радиочастотных помех. На 2008 год практически все клиенты 802.11n на основе CardBus и ExpressCard умеют работать только в диапазоне 2,4 ГГц, а поддерживают оба диапазона только некоторые из встраиваемых адаптеров.

### Каналы шириной 40 MHz
В спецификации 802.11n предусмотрены стандартные каналы шириной 20 МГц, а также широкополосные 40 МГц. Это решение повышает пропускную способность до 150 Мбит/с брутто на поток. Следует отметить, что в диапазоне 2,4 ГГц можно разместить только один широкополосный канал, для этого должны быть свободны 2 из 3 непересекающихся канала (6-й и 1-й или 11-й), что невозможно в многоквартирных домах. С 20-МГц каналами стандарт предоставляет лишь около 72 Мбит/с брутто на поток.

### MIMO
Стандарт 802.11n вводит важное нововведение — MIMO (англ. Multiple Input, Multiple Output — «много входов, много выходов»), с помощью которого осуществляется пространственное мультиплексирование: одновременная передача нескольких информационных потоков по одному каналу, а также использование для доставки сигнала многолучевого распространения, которое минимизирует влияние помех и потерь данных, но требует наличия нескольких антенн. Именно возможность одновременной передачи и приема данных делает пропускную способность устройств 802.11n более высокой.
На начало 2013 года большинство предлагаемых производителями точек доступа поддерживает MIMO 2×2 или 1×1, то есть SISO (однопотоковая передача). Встроенные в мобильные устройства Wi-Fi-адаптеры обычно поддерживают режим SISO.

### Антенны
В устройствах IEEE 802.11n обычно используются антенные конфигурации 3×3 или 2×3 для цепей передачи и приёма информации, но, возможно, со временем будут поддерживаться и другие. Более простые модели реализуют схему из одной передающей и двух принимающих радиоцепей (так как абоненты обычно в основном загружают данные, а не передают). Пользователи с повышенными требованиями к скорости передачи данных смогут приобрести модели с конфигурацией антенн 4×4.

### Питание через сеть Ethernet
Стандарт сетевого питания IEEE 802.3af-2003 (PoE) не обеспечивает мощности, необходимой для электроснабжения точек доступа с антенными конфигурациями 3×3 и выше. Ему на смену пришёл стандарт IEEE 802.3at-2009, предусматривающий увеличение максимальной мощности в два раза, что достаточно для питания устройств с конфигурацией антенн 4×4.

### Узкие места в сети
С учётом того, что у точек доступа, поддерживающих данный стандарт, пропускная способность может превысить 100 Мбит/с, каналы Fast Ethernet вполне могут стать узким местом на пути сетевого трафика. Поэтому при разворачивании беспроводной сети желательно использовать коммутаторы Gigabit Ethernet.

### Обратная совместимость
Предусмотрено, что компоненты на базе IEEE 802.11n совместимы с устройствами стандартов 802.11b и 802.11g в диапазоне 2,4 ГГц и с устройствами 802.11a (5 ГГц). Ожидается, что в новых сетях 802.11n ещё некоторое время будут работать клиенты, использующие устаревшие стандарты, поэтому при развёртывании беспроводных ЛВС следует предусмотреть их поддержку.
Стандарт 802.11n поддерживает ряд режимов работы в смешанном окружении, в присутствии устройств, реализующих только более старые стандарты 802.11g, 802.11b и 802.11a. В уровни MAC и PHY стандарта 11n включены следующие меры: защита на уровне PHY (Mixed Mode Format protection, L-SIG TXOP Protection — все передачи 11n ведутся внутри фреймов 802.11a или 802.11g transmission), использование двойной CTS защиты в каждой 20 МГц половине 40 МГц каналов (уровень PHY), защита на уровне MAC при помощи обмена фреймами RTS/CTS или передачи фрейма CTS.

### Форма зон Wi-Fi
При отсутствии помех распространению радиоволн зоны беспроводных ЛВС обычно имеют форму тора. Предусмотренные стандартом 802.11n технологии MIMO и пространственного мультиплексирования делает зоны менее предсказуемыми и регулярными, так как форма начинает зависеть от условий в помещении. Таким образом контрольно-измерительный инструментарий для планирования сети может потребовать модернизации.

## Индекс модуляции и схемы кодирования
Беспроводные точки доступа и клиенты 802.11n производят согласование ширины канала и пространственных потоков (англ. spatial streams). Число пространственных потоков зависит от количества антенн. Так, максимальную теоретическую пропускную способность можно достичь лишь в конфигурации 4х4: четыре передающих и четыре приёмных антенн. Стандарт 802.11n определяет индекс модуляции и схемы кодирования (англ. modulation and Coding Scheme. MCS) в виде целого числа от 0 (соответствует самому медленному, но надёжному режиму) до 31 (наиболее быстрый, но чувствительный к радиопомехам режим). Индекс определяет тип модуляции радиочастоты, скорость кодирования (англ. coding rate), защитный интервал (англ. guard interval) и ширину канала. В сочетании эти параметры определяют теоретическую скорость передачи данных, начиная от 6,5 Мбит/с до 600 Мбит/с. Максимальная скорость может быть достигнута за счет использования всех возможных опций стандарта 802.11n.
Тип модуляции (например, BPSK из 802.11 или QAM из 802.11a) и скорость кодирования определяют способ передачи данных в эфир. Более новые методы модуляции могут быть более эффективными и поддерживать более высокие скорости передачи данных, а более старые служат для обеспечения обратной совместимости. Для достижения максимальной скорости соединения 300 Мбит/с требуется, чтобы и точка доступа, и устройство клиента поддерживали два пространственных потока и удвоенную ширину канала 40 МГц.

### Альянс Wi-Fi
Спецификация 802.11n ратифицирована WECA 11 сентября 2009 года.

### 802.11n в России
В России этот стандарт официально сертифицирован. Оборудование стандарта 802.11n разрешено к применению на территории России в диапазонах 2400—2483.5, 5150—5350 и 5650—5725 МГц приказом Министерства связи и массовых коммуникаций России от 14 сентября 2010 г. № 124 «Об утверждении Правил применения оборудования радиодоступа. Часть I. Правила применения оборудования радиодоступа для беспроводной передачи данных в диапазоне от 30 МГц до 66 ГГц». Подготовкой норм применения стандарта занимался ФГУП Научно-исследовательский институт радио (НИИР).